# يوجينيو بارسانتي

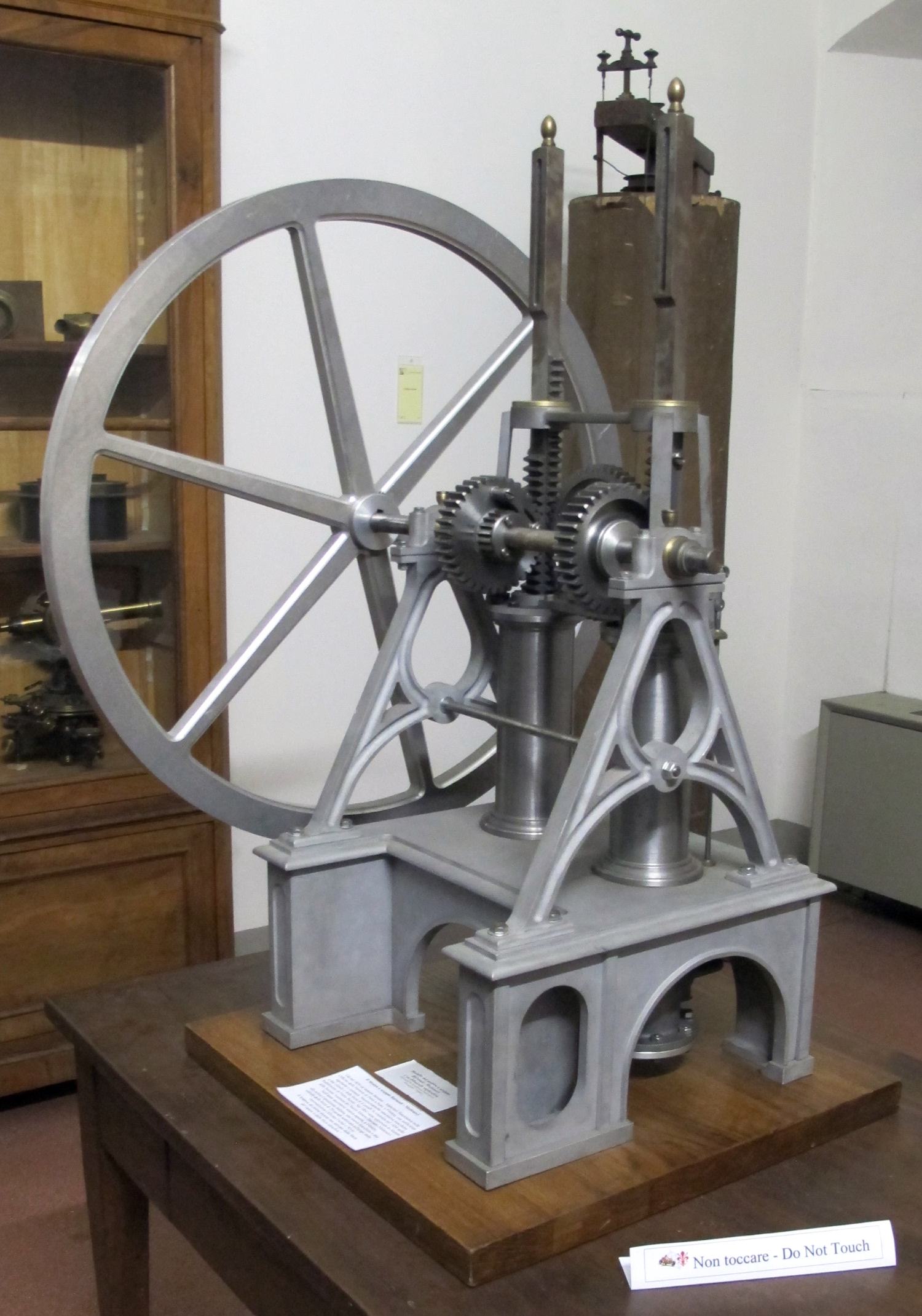
نموذج لمحرك يوجينيو بارسانتي وفيليس ماتيوتيشي في فلورنسا

كان القس يوجينيو بارسانتي (12 أكتوبر 1821 - 19 أبريل 1864)، والذي يدعى أيضا نيكولاي، مهندسًا إيطاليًا، قام مع فيليس ماتيوتشي من فلورينسا باختراع الإصدار الأول من محرك الاحتراق الداخلي في عام 1853، وحصلا على براءة الاختراع في لندن في 12 يونيو في عام 1854، ونشرت في صحيفة «مورنينج جورنال» في لندن تحت عنوان «بمواصفات يوجين بارسانتي وفيليكس ماتيوتشي، الحصول على قوة دافعة بواسطة انفجار الغازات»، كما وثَّقت من قبل في مذكرات سارسانتي وماتيوتشي.

## حياته
ولد يوجينيو بارسانتي في بييتراسانتا في مدينة توسكانا. وكان نحيفًا وقصير القامة، ودرس في معهد كاثوليكي ذو توجه علمي بالقرب من مدينة لوكا، في توسكانا، وأصبح راهبًا في دار الربهان في دار بياري أو سكولوبي، الذين عرفوا بكونهم منفتحين للدراسة العلمية، وذلك في فلورنسا عام 1838.
في عام 1841 بدأ يوجينيو بارسانتي التدريس في كلية سان ميشيل، التي تقع في فولتيرا. وهناك ومن خلال محاضرة يشرح فيها انفجار خليط الهيدروجين والهواء، أدرك إمكانية استخدام طاقة التمدد الناتجة من احتاراق الغازات لإدارة محرك.
بعد ذلك، عندما كان يقوم بالتدريس في معهد عالى في مستوي الكلية في فلورنسا التقى فيليس ماتيوتشي. وشرح له الفكرة وقدر ماتيوتشي فكرة المحرك، وعمل الرجلان معًا على ذلك لبقية حياتهم.
في 12 يونيو 1854، قاموا بالتقدم ببراءة اختراعهم في لندن، حيث أن القانون الإيطالي في ذلك الوقت لم يضمن الحماية الدولية الكافية لبراءة الاختراع، تم الانتهاء من بناء النموذج في وقت لاحق في ستينيات القرن التاسع عشر.
كانت الميزة الرئيسية لمحرك بارسينتي-ماتيوتشي هي استخدام قوة الإرجاع للمكبس بسبب تبريد الغاز، وهنالك طرق أخرى تعتمد على قوة الدفع للانفجار، مثل تلك التي طورها إتيان لينوارالفرنسي، وكانت أبطأ، ومن ثم أثبت محرك بارسينتي-ماتيوتشي أنه أكثر فعالية، وفاز بميدالية فضية من معهد العلوم لومبارديا.
في عام 1856، طور بارسانتي وماتيوتشي محرك من ذو أسطوانتين وبقوة 5 حصان وبعد عامين قاما ببناء محرك ثنائي المكبس.
ويعتقد يوجينيو أن المحرك الجديد كان تحسنًا كبيرًا على فكرة المحرك البخاري؛ حيث كان أكثر أمانًا وأقل تعقيدًا وسريعًا في العمل.
كان الهدف الرئيسي هو توفير الطاقة الميكانيكية في المصانع والدفع البحري. ولم تكن المحركات البخارية خفيفة بما يكفي لاستخدامها كمحرك للسيارات، وبعد بعض البحث والتطوير، اختار بارسانتي وماتيوتشي مصنع ومسبك جون كوكيرل في بلجيكا لإنتاج محرك بقوة 4 حصان (3.0 كيلوواط) بأوامر بسرعة الانتهاء من التصنيع من العديد من البلدان داخل أوروبا.
توفي بارسانتي فجأة في سيراين من حمى التيفوئيد، في 30 مارس 1864، وترك وماتيوتشي وحده لقيادة الأعمال. حيث فشل في تطوير المحرك وعاد وماتيوتشي إلى مهنته الأولى، علم السوائل المتحركة.
عندما سجل «نيكولاس أوتو» براءة اختراع لمحركه، جادل ماتيوتشي دون جدوى بأنه وشريكه بارسانتي كانا من المبتكرين لفكرة ذلك المحرك.
تم الاحتفاظ بالعديد من الوثائق المتعلقة ببراءات الاختراع الخاصة بـيوجينيو ومحرك ماتيوتشي في أرشيف مكتبة ميسيو جاليليو في فلورنسا.